# احمد ممتاز تایلان
احمد ممتاز تایلان (به ترکی استانبولی: Ahmet Mümtaz Taylan)؛ زادهٔ ۱۲ سپتامبر ۱۹۶۵) کارگردان و هنرپیشه سینما، تلویزیون و تئاتر اهل ترکیه است. وی متولد شهر آنکارا است. از فیلم‌هایی که وی در آن نقش داشته است می‌توان به روزی روزگاری در آناتولی، رویای پروانه و دردسرساز اشاره کرد.